# Schopfige Traubenhyazinthe
Die Schopfige Traubenhyazinthe oder Schopf-Traubenhyazinthe (Muscari comosum (L.) Mill.) ist eine Pflanzenart aus der Gattung der Traubenhyazinthen (Muscari) in der Familie der Spargelgewächse (Asparagaceae).

## Beschreibung

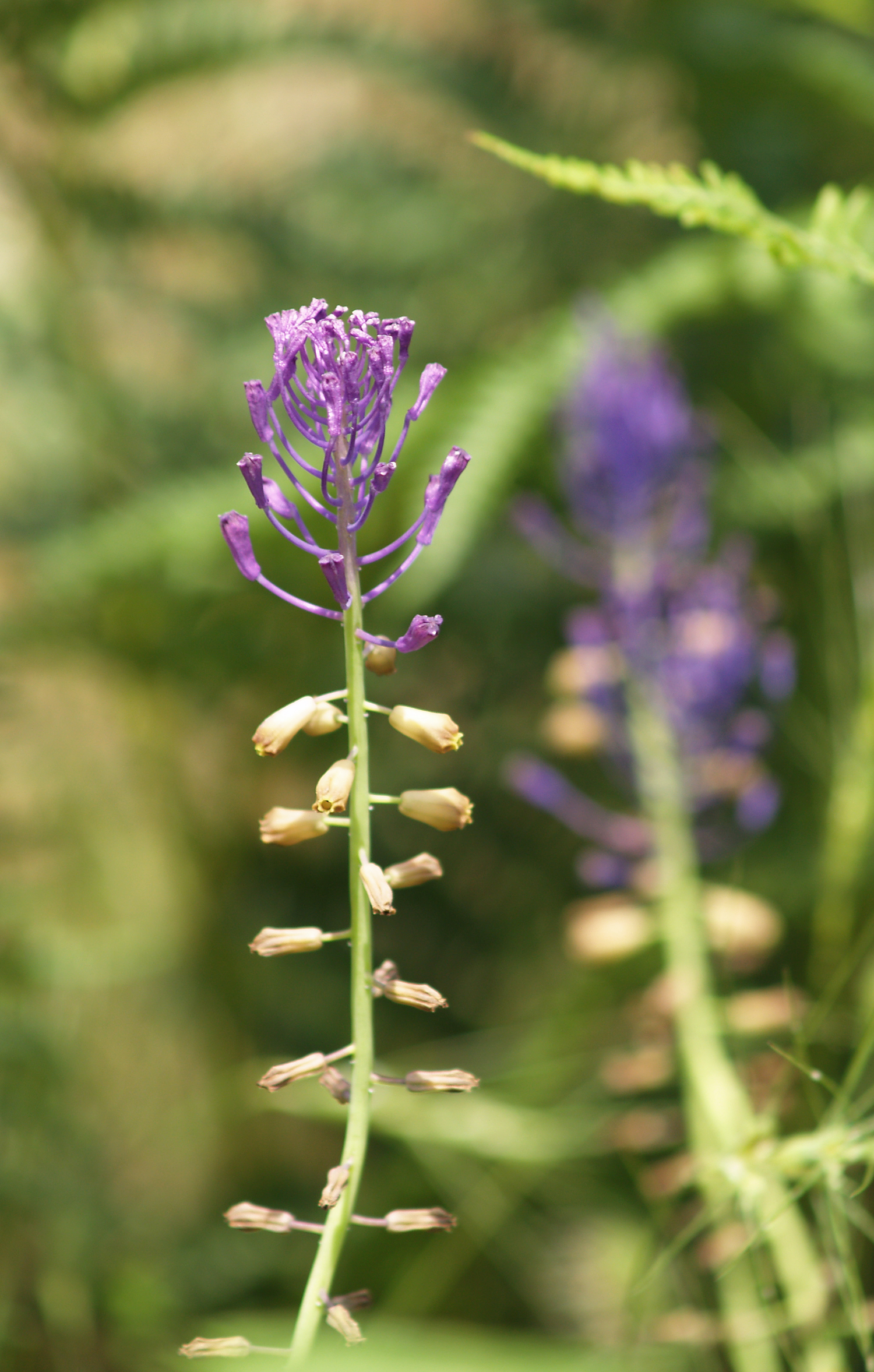
Blütenstand der Schopfigen Traubenhyazinthe

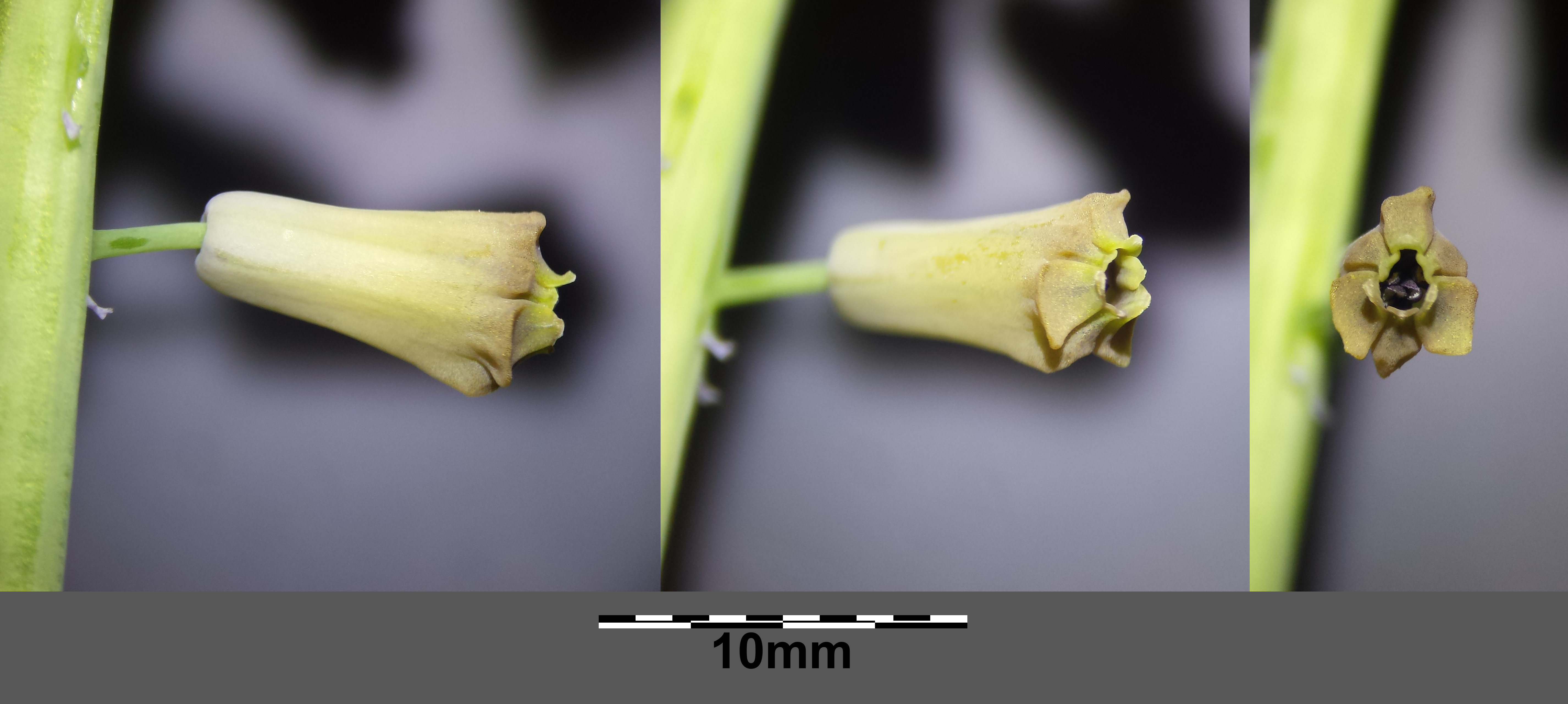
Fertile Blüte

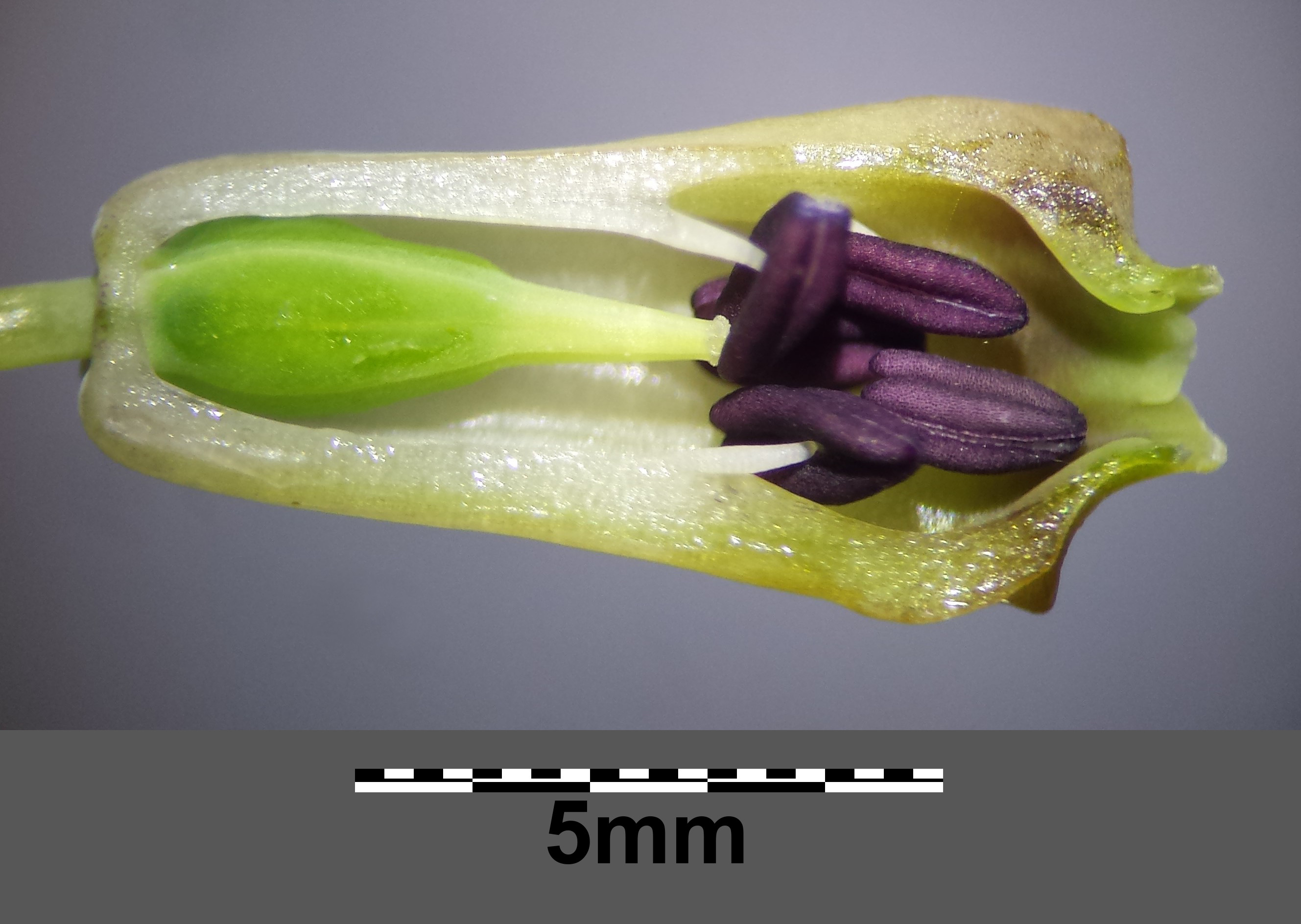
Fertile Blüte (geöffnet)

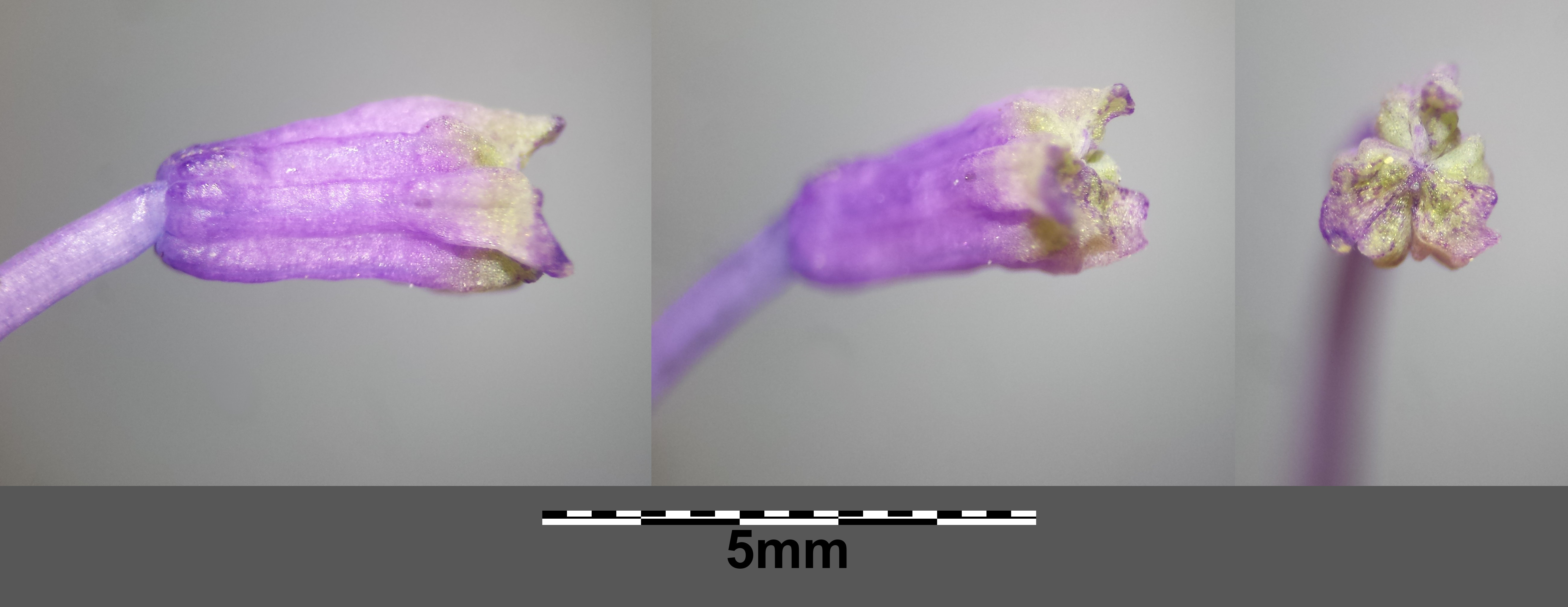
Sterile Blüte

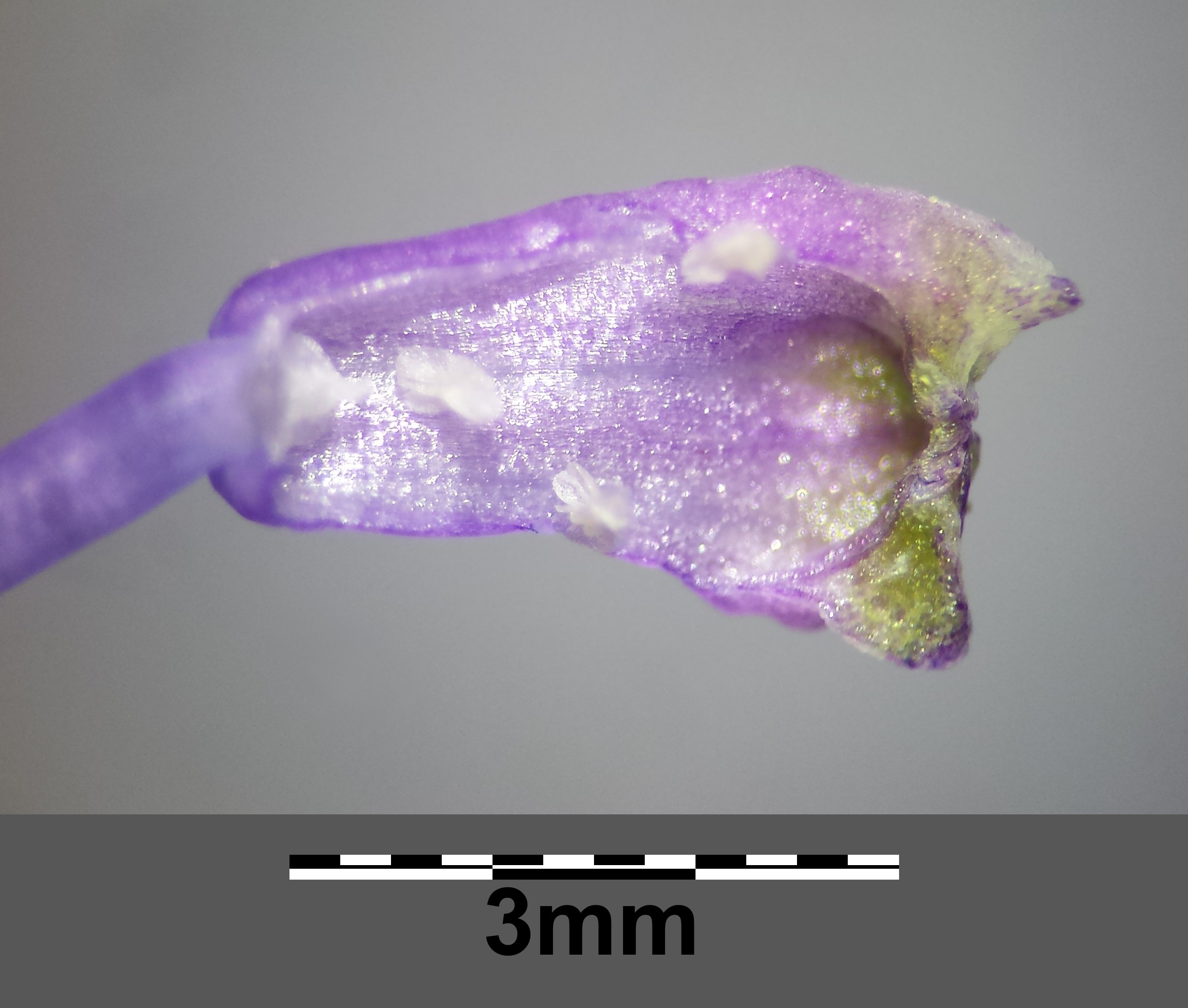
Sterile Blüte (geöffnet)

Die Schopfige Traubenhyazinthe ist eine ausdauernde krautige Pflanze, die Wuchshöhen von 15 bis 70, teilweise bis 100 Zentimeter erreicht. Dieser Geophyt besitzt eine Zwiebel mit einem Durchmesser von etwa 1 Zentimeter. Gelegentlich bilden sich auch Nebenzwiebeln aus. Die Zwiebelhülle ist braun. Die Wurzeln sind dünn und höchstens einjährig.
Die drei bis sechs Rosettenblätter sind breit linealisch (etwa 10 Millimeter breit und 40 Zentimeter lang), oft gebogen und am Rand rau.
Die Blüten stehen in reichblütigen, lang gestreckten, eher lockeren Trauben. An der Spitze des Blütenstandes befindet sich ein auffälliger Schopf zahlreicher blauvioletter, aufwärtsgerichteter, steriler Blüten (einige Sorten bilden nur diesen Schopf aus). Darunter sind die blassbraunen, oft etwas grünlichen fertilen Blüten angeordnet. Diese sind röhrig-glockenförmig und stehen waagrecht ab. Das Perigon hat keine Nebenkrone unter den Perigonzipfeln. Die Kronzipfel werden 0,5 bis 1 Millimeter lang und sind gelblich bis beige. Die Kapselfrucht wird 10 bis 15 Millimeter lang und ist scharf dreikantig und etwas geflügelt. Sie steht bei der Reife waagrecht ab. Sie fällt zur Fruchtreife nicht ab, sondern öffnet sich am Stängel. Je Fach befinden sich (ein bis) zwei runzelige, kugelige, schwarze, bis 2 mm große Samen.
Die Chromosomenzahl beträgt 2n = 18.

## Ökologie

### Lebensform
Die Schopfige Traubenhyazinthe ist ein Zwiebel-Geophyt; ihre Blätter ziehen früh ein und sind im Sommer verschwunden.

### Blütenökologie
Die Blütentrauben tragen an der Spitze einen Schopf aufrechter, lang gestielter, steriler Blüten, die als Schauapparat dienen; darunter stehen olivbraune, hängende „Glockenblumen mit klebrigem Pollen“, diese führen Nektar und haben ein „anbohrbares Gewebe“ am Grunde des Fruchtknotens und duften fruchtig. Bestäuber (und Besucher der sterilen Blüten) sind Bienen und besonders in Südeuropa auch die zu den Zweiflüglern zählenden Hummelschweber der Gattung Bombylius; sie werden von den violetten Blüten angelockt. Auch Selbstbestäubung ist erfolgreich. Die Blütezeit erstreckt sich in Mitteleuropa von Mai bis Juni.

### Ausbreitungsökologie
Die Früchte sind Kapseln, die unabhängig vom Wetter geöffnet sind. Der Blütenstängel ist zur Fruchtreife stark verlängert. Die Pflanze ist ein Regenballist und ein Wind- und Tierstreuer; auch Menschenausbreitung als Zierpflanze findet statt. Die Fruchtreife erstreckt sich von Juni bis August.
Vegetative Vermehrung erfolgt durch Brutzwiebeln, die u. a. auch über die Gänge von Mäusen ausgebreitet werden.

### Parasiten
In Kroatien wurden die beiden parasitischen Pilzarten Antherospora vaillantii und Urocystis muscaridis an Muscari comosum gefunden.

## Vorkommen
Das Verbreitungsgebiet der mediterranen Art erstreckt sich von den Kanarischen Inseln über das Mittelmeergebiet ostwärts bis zur West-, Zentral- und Süd-Türkei, zum Nord-Irak, Nord-Arabien, West-Syrien und Nord-Ägypten. Im Norden strahlt die Art auch in wärmere Gebiete des südlichen Mitteleuropas aus. Als Standort werden Garigues, Macchien, Felsheiden, felsig-kiesige Halbtrockenrasen, Äcker, Weinberge und trockene Waldränder bevorzugt. Diese Art besiedelt im Süden Höhenlagen bis 2.200 Meter. In Großbritannien und Dänemark wurde sie eingebürgert.
In Deutschland tritt die Art vor allem in gestörten Gesellschaften des Verbands Mesobromion oder der Ordnung Corynephoretalia, aber auch in denen der Verbände Fuamrio-Euphorbion oder Geranion sanguinei auf.
In Österreich tritt die Art in der collinen bis montanen Höhenstufe in den Bundesländern Burgenland, Wien, Niederösterreich, Oberösterreich, Steiermark und Kärnten auf. Im pannonischen Gebiet kommt sie zerstreut und im restlichen Gebiet selten auf Ackerrändern, in Weingärten, auf Halbtrockenrasen und in lichten Gebüschen besonders über Löss vor. Sie gilt als gefährdet, im nördlichen Voralpengebiet als stark gefährdet.
In Deutschland steht die Art unter Naturschutz.

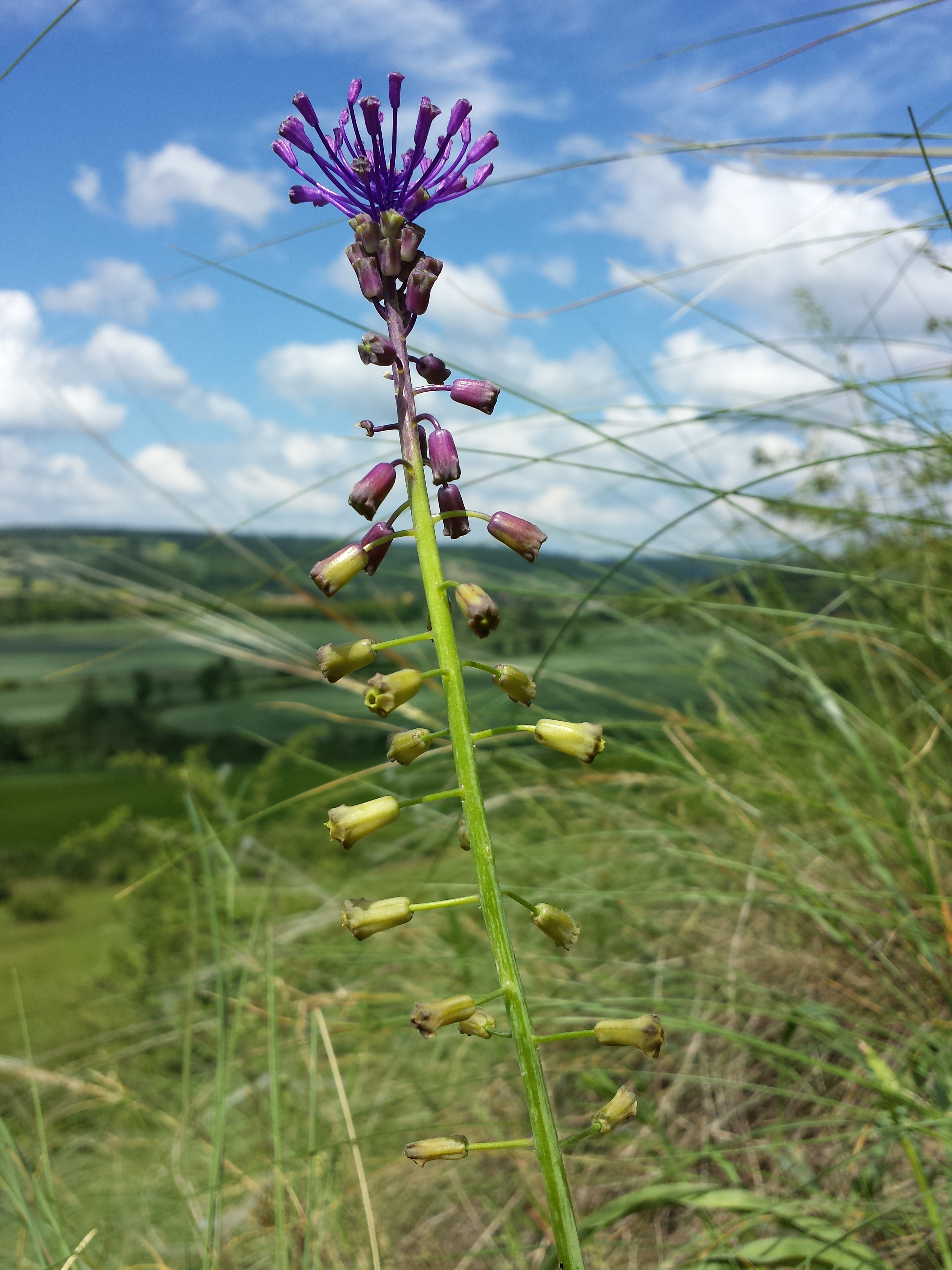
Schopfige Traubenhyazinthe (Muscari comosum)

## Taxonomie
Der Schopfige Traubenhyazinthe wurde 1753 von Carl von Linné in Species Plantarum unter dem Basionym Hyacinthus comosus erstveröffentlicht. Philip Miller stellte sie 1768 in die Gattung Muscari.
Weitere Synonyme für Muscari comosum (L.) Mill. sind Leopoldia comosa (L.) Parl., Muscari pinardii Boiss. und Leopoldia holzmannii (Heldr.) Heldr. sowie Muscari giennense Pau & Cuatrec., Muscari holzmannii (Heldr.) Hirc, Muscari bulgaricum Velen., Muscari calandrinianum (Parl.) Nyman, Muscari tenuiflorum subsp. charrelii, Muscari charrelii Heldr. ex Rouy, Muscari constrictum, Muscari cousturieri Gand., Muscari graminifolium Heldr. & Holzm. ex Rouy, Muscari graecum (Heldr.) Boiss., Muscari pharmacusanum (Heldr.) Boiss., Muscari tubiflorum, Leopoldia pinardii (Boiss.) Parl., Leopoldia sartoriana Heldr., Leopoldia charrelii, Leopoldia curta Heldr., Leopoldia graeca (Heldr.) Heldr., Leopoldia pharmacusana Heldr., Hyacinthus comosus L., Bellevalia pinardii Boiss. und Botryanthus charrelii.

### Trivialnamen
Wegen des bisamartigen Duftes wird diese Art auch Bisamhyazinthe genannt.
Andere Bezeichnungen sind oder waren Bräunling (Hettstädt), Hundskerlauch, Krohenzwibbel (Siebenbürgen), Blaue Märzenblume und Wilder Zwiebel (Bayern).

## Nutzung

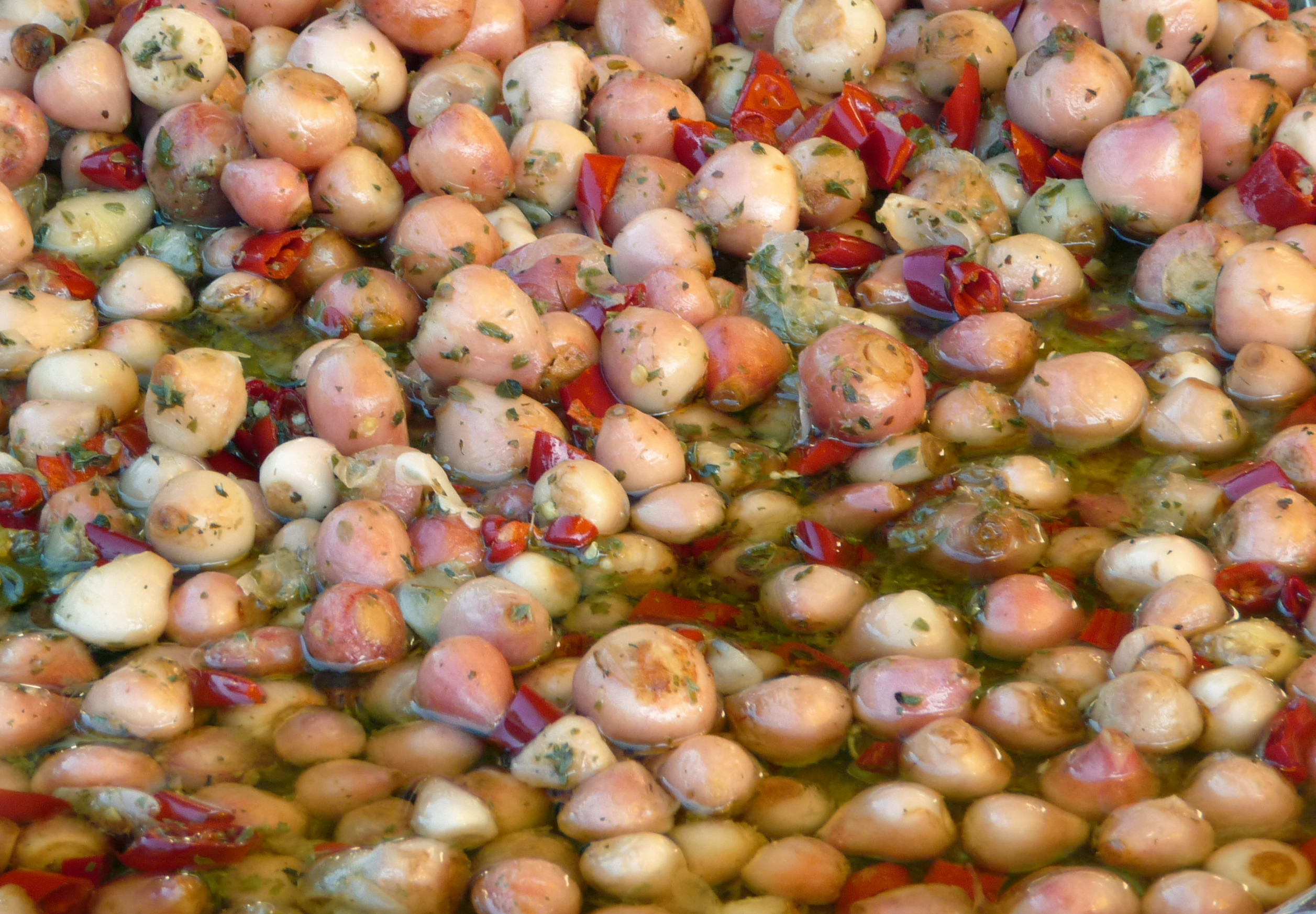
Lampascioni, Zwiebeln der Schopfigen Traubenhyazinthe als Gericht

Die Schopfige Traubenhyazinthe wird zerstreut als Zierpflanze in Rabatten und Steingärten genutzt. Früher wurde sie als Heilpflanze verwendet. Die Zwiebeln sind essbar und sind eine typische Spezialität Kretas und der italienischen Region Apulien (wo sie unter dem Namen Lampascioni oder Lampagioni bekannt sind). Diese Art wird seit dem Altertum kultiviert.
Sorten (Auswahl):
- 'Monstrosum': Die Blüten sind violett gefärbt und alle steril. Der Blütenstand ist blumenkohlartig verzweigt. Diese Sorte wird seit 1611 kultiviert.
- 'Plumosum': Die Blüten fehlen meist, es sind nur violett gefärbte Blütenstiele vorhanden. Der Blütenstand ist stark und unregelmäßig federbuschartig verzweigt. Diese Sorte wird seit 1665 kultiviert.